# Elliot Graham
Elliot Graham (* 1976 in Claremont, Kalifornien) ist ein US-amerikanischer Filmeditor.

## Leben
Graham hat an der New York University studiert.
Er hat mehrere Filme geschnitten, die große Zuschauer-Resonanz hatten, darunter X-Men 2, Das größte Spiel seines Lebens und Superman Returns.
Für seine Arbeit an dem biografischen Spielfilm Milk war er 2009 nominiert für den Oscar in der Kategorie Bester Schnitt.

## Filmografie (Auswahl)
- 2001: The Last Minute (zusammen mit Stephen Norrington)
- 2003: X-Men 2 (zusammen mit John Ottman)
- 2005: Das größte Spiel seines Lebens (The Greatest Game Ever Played)
- 2006: Superman Returns (zusammen mit John Ottman)
- 2008: 21
- 2008: Milk
- 2011: Restless
- 2014: The Amazing Spider-Man 2: Rise of Electro (The Amazing Spider-Man 2)
- 2014: Trash
- 2015: Steve Jobs
- 2017: Molly’s Game – Alles auf eine Karte (Molly’s Game)
- 2019: Captain Marvel
- 2021: Keine Zeit zu sterben (No Time to Die)